# شارپ دولوپ
شارپ دولوپ (به انگلیسی: SharpDevelop) همچنین (#develop) یک محیط یکپارچه توسعه نرم‌افزار (IDE) رایگان و متن باز، برای سکو های دات نت و مونو است. با استفاده از این می توان برای زبان های سی#، وی بی دات نت، اف# و... برنامه نویسی کرد.
نرم‌افزار شارپ دولوپر از قدرتمند ترین ابزارهای توسعه کد های برنامه نویسی به زبان سی شارپ می باشد که با وجود حجم کم خود با نرم‌افزار ویژال استودیو رقابت می کند و با استفاده از ارائه ابزارهای متنوع برای برنامه نویسی و توسعه به زبان سی# در یک محیط سریع و کم حجم، برنامه نویسی متعددی را به سوی خود کشانده است. شارپ دولوپر در واقع یک ابزار کاربردی میباشد که تنها قابلیت های ضروری را به دور از پیچیدگی برای ساخت برنامه های ویندوزی در اختیار شما قرار می دهد. با استفاده از قالب های آماده این نرم‌افزار می توانید پروژه های خود را سریع تر کامل کرده و توسعه دهید. همچنین شارپ دولوپر دارای یک دیباگر قدرتمند برای آنالیز کدهای نوشته شده و رفع اشکالات موجود در آن می باشد.

## ویژگی های نرم‌افزار[۲]
- به همراه قالب های آماده برای پروژه
- قابلیت تولید برنامه های کاربردی برای ویندوز
- امکان کامل کردن کد ها
- قابلیت اعمال انواع تغییرات و اصلاح کد های یک پروژه
- قابلیت اشکال زدایی و رفع باگ کد ها
- به همراه کدهای ناوبری
- قابلیت تبدیل کد ها به دیگر زبان ها